# 拉塞尔·赫尔斯
拉塞尔·赫尔斯（英語：Russell Hulse，1950年11月28日—），美国物理学家。他和约瑟夫·泰勒共同发现史上第一个位于双星系统脉冲星PSR B1913+16，并通过对其深入研究首次发现引力波存在的间接定量证据, 是对爱因斯坦广义相对论的一项重要验证。赫尔斯也因此和泰勒一同获得1993年诺贝尔物理学奖。

## 生平
赫尔斯1975年在马萨诸塞大学阿默斯特分校拿到物理学博士学位。毕业之后，他在位于西维吉尼亚Green Bank市的美國國家射電天文台从事博士后研究。之后他回到了普林斯顿的普林斯顿等离子物理实验室。
拉塞尔·赫尔斯于2004加入德州大学达拉斯分校，并成立德州大学达拉斯分校科学与工程教育中心。